# Find the Cost of Freedom

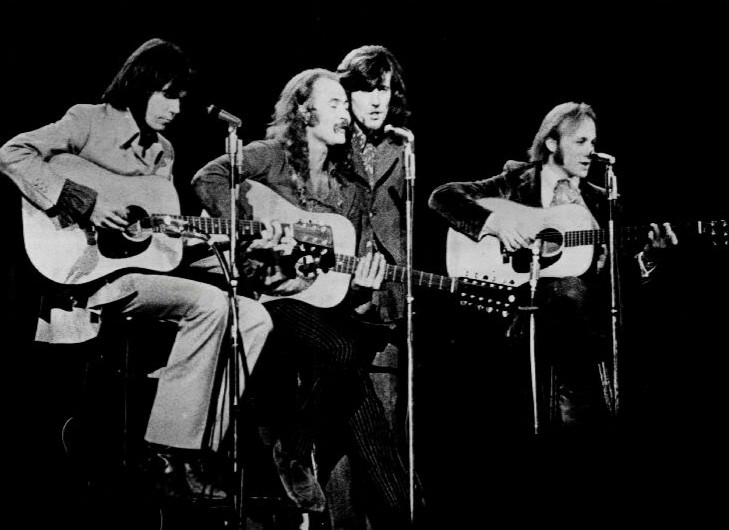
Кросбі, Стіллз, Неш енд Янг у 1970 році.

«Find the Cost of Freedom» (з англ. «Знайдіть вартість Свободи») — пісня  А капела, написана Stephen Stills і виконана групою Crosby, Stills, Nash & Young (CSN & Y). Пісня була випущена на сингле Ohio/Find The Cost Of Freedom, наступного року вона з'явилася в альбомі Four Way Street. У 1974 році пісня була включена до альбому So Far.

## Історія і значення
Пісня була написана через рік після стрілянини в штаті Кент (згадується в пісні на стороні A синглу «Ohio»), під час якої National Guard of the United States  чотирьох студентів, які протестували проти Війна у В'єтнамі.